# Unione Sportiva Basket Recanati 2012-2013
L'Unione Sportiva Basket Recanati nel 2012-2013 ha preso parte al campionato di Divisione Nazionale A FIP 2012-2013. La squadra ha chiuso all'11º posto la stagione regolare, evitando la retrocessione grazie al successo nei play-out sulla Liomatic Perugia.

## Roster
|    | Naz.              | Ruolo | Sportivo          |  |  |  |  |
| -- | ----------------- | ----- | ----------------- |  |  |  |  |
| 5  | Italia (bandiera) | G     | Samuele Ottaviani |  |  |  |  |
| 6  | Italia (bandiera) | G     | Davide Raponi     |  |  |  |  |
| 7  | Italia (bandiera) | P     | Marco Gnaccarini  |  |  |  |  |
| 8  | Italia (bandiera) | AC    | Attilio Pierini   |  |  |  |  |
| 9  | Italia (bandiera) | C     | Marco Tagliabue   |  |  |  |  |
| 11 | Italia (bandiera) | C     | Marco Maganza     |  |  |  |  |
| 12 | Italia (bandiera) | G     | Gianni Cantagalli |  |  |  |  |
| 13 | Italia (bandiera) | P     | Alessio Magrini   |  |  |  |  |
| 14 | Italia (bandiera) | G     | Matteo Larizza    |  |  |  |  |
| 15 | Italia (bandiera) | G     | Marco Flamini     |  |  |  |  |
| 16 | Italia (bandiera) | G     | Matteo Pierangeli |  |  |  |  |
| 18 | Italia (bandiera) | A     | Fabio Stefanini   |  |  |  |  |
| 20 | Italia (bandiera) | A     | Nicolò Benedusi   |  |  |  |  |